# Melanotus chatlonicus
Melanotus chatlonicus là một loài bọ cánh cứng trong họ Elateridae. Loài này được Dolin & Cate miêu tả khoa học năm 1990.